# Chiesa evangelica luterana estone

Stati con Chiese appartenenti alla Comunione di Porvoo. Le Chiese della Comunione anglicana sono contrassegnate da nomi in blu o viola, le Chiese luterane del nord da nomi rossi

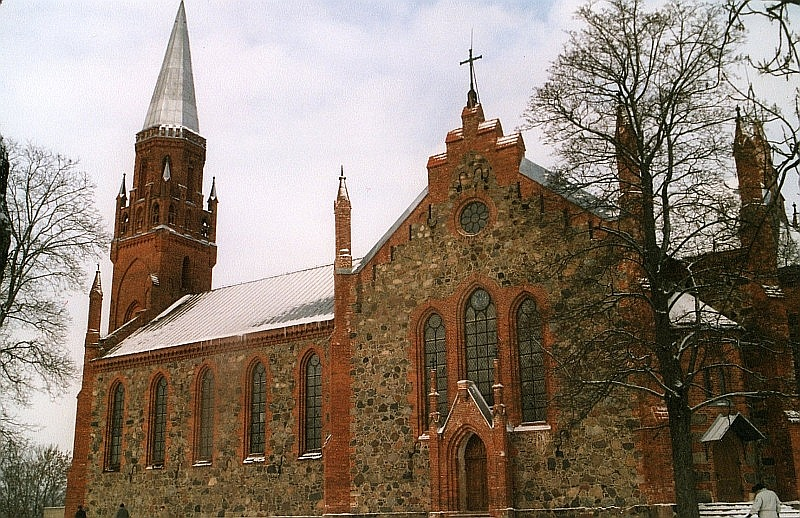
St. Paul's Church in Viljandi.

La Chiesa evangelica luterana estone ((ET) : Eesti Evangeelne Luterlik Kirik) è una Chiesa cristiana protestante, che segue gli insegnamenti di Martin Lutero.
La Chiesa evangelica luterana estone (EELC) fu costituita nel 1949, dopo la fuga in Svezia del 1944 della precedente gerarchia ecclesiastica (Eesti Evangeeliumi Luteriusu Kirik), guidata dal vescovo Johan Kõpp. Quando l'Unione Sovietica invase e l'Estonia nel 1940, la maggior parte delle organizzazioni cristiane furono sciolte, la proprietà ecclesiastica fu confiscata, i teologi furono esiliati in Siberia, e i programmi di educazione religiosa furono messi fuori legge. La seconda guerra mondiale portò poi alla devastazione di molti edifici di culti. Nel 1988 le attività della Chiesa furono rinnovate, in seguito alla nascita di un movimento di tolleranza religiosa in Unione Sovietica.
Nonostante ci fossero donne che avevano studiato teologia all'Università di Tartu negli anni venti e alcune avessero richiesto di essere ordinate prete, la prima ordinazione femminile (con protagonista Laine Villenthal) avvenne solo nel 1967.
Nel 2006 la Chiesa evangelica luterana estone dichiarava circa 200.000 membri.
La Chiesa evangelica luterana estone è membro della Federazione mondiale luterana, della Comunione di Porvoo e della Comunità delle Chiese protestanti in Europa. L'attuale arcivescovo è Andres Põder. L'arcivescovo della Chiesa evangelica luterana estone all'estero è Andres Taul, che riveste anche il ruolo di pastore nella Chiesa Luterana del Canada.

## Vescovi e arcivescovi

### Vescovi
- 1919 – 1933 Jakob Kukk (1870 – 1933)
- 1934 – 1939 Hugo Bernhard Rahamägi (1886 – 1941)
- 1939 – 1944: Johan Kõpp (in seguito arcivescovo)
- dal 1992: Einar Soone (* 1947)

### Arcivescovi
- 1944 – 1949 Johan Kõpp (1874 – 1970)
- 1949 – 1967 Jaan Kiivit senior (1906 – 1971)
- 1967 – 1977 Alfred Tooming (1907 – 1977)
- 1978 – 1986 Edgar Hark (1908 – 1986)
- 1987 – 1994 Kuno Pajula (* 1924)
- 1994 – 2005 Jaan Kiivit junior (1940 – 2005)
- dal 2005: Andres Põder (* 1949)